# Distretto di Bratislava II
Il distretto di Bratislava II (in lingua slovacca: Okres Bratislava II) è un distretto della Slovacchia facente parte della regione di Bratislava. Si tratta di uno dei cinque distretti che compongono la città di Bratislava.

## Geografia antropica

### Suddivisioni amministrative
Il distretto è suddiviso in 3 quartieri, aventi autonomia amministrativa a livello di comune:
- Podunajské Biskupice
- Ružinov
- Vrakuňa